# Pierre Claude Nolin
Pour les articles homonymes, voir Nolin.
Pierre Claude Nolin, né le 30 octobre 1950 à Montréal et mort le 23 avril 2015 dans la même ville, est un homme d'État canadien. Il est président du Sénat du Canada du 27 octobre 2014 au 23 avril 2015.

## Biographie

### Jeunesse et études
Pierre Claude Nolin est le fils de Jean-Claude Nolin, juge de la Cour supérieure du Québec, et de Jacqueline Quevillon. Il est marié à Camille Desjardins, notaire, et père de trois enfants : Simon, Louis et Virginie.
Après avoir poursuivi ses études collégiales au Collège Mont-Saint-Louis ainsi qu'au Cégep du Vieux Montréal, où il obtient son diplôme d'études collégiales en 1972, il termine en 1976 sa licence en droit à l'Université d'Ottawa et devient avocat en 1977. Il est depuis inscrit au tableau du Barreau du Québec.

### Carrière politique

#### Organisateur et conseiller
Sur la scène politique fédérale, le sénateur Nolin a occupé plusieurs fonctions au sein du Parti progressiste-conservateur du Canada et ensuite du Parti conservateur du Canada.  Successivement directeur-général des opérations pour le Québec (1983-1984 et 1986-1989), président pour le Québec des campagnes électorales (1993, 1997, 2004 et 2006), représentant du Parti progressiste-conservateur du Canada auprès du comité des Stratégies du Comité des Québécoises et Québécois pour le NON au Référendum 1995.
Durant le gouvernement du Brian Mulroney, le sénateur Nolin a servi à titre de directeur du cabinet du ministre des Travaux publics du Canada (1984-1985) et comme conseiller pour le Québec du Premier ministre du Canada (1986-1989).

#### Sénateur
Sur la recommandation du Brian Mulroney, il est nommé sénateur pour la division sénatoriale québécoise de De Salaberry, le 18 juin 1993.  Il a été membre de plusieurs comités du Sénat : Affaires juridiques et constitutionnelles (membre et vice-président, 1993-2007 et 2009), Énergie, Environnement et Ressources naturelles (membre et vice-président, 1993-1997 et 2007-2008), Régie interne, Budgets et Administration (1997-2000 et 2004-2007, vice-président), Drogues illicites (2000-2002, président), Examen de la Règlementation (1997-2009, membre), Sécurité nationale et Défense (2002-à son décès, membre), Loi antiterroriste (2006-2008, membre), Affaires étrangères et Commerce international (2010-à son décès, membre), président du caucus conservateur du Québec (2006-2009).
À partir de 1994, le sénateur Nolin est l'un des représentants canadiens auprès de l'Assemblée parlementaire de l'OTAN (précédemment l'Assemblée de l'Atlantique-Nord) et il y a occupé les postes suivants : Commission des Sciences et des Technologies, rapporteur spécial sur le Partenariat pour la Paix (1994-1996), vice-président (1996-2000), président (2000-2004), rapporteur général (2004-2009), rapporteur spécial sur les systèmes militaires sans pilote (2009-à son décès), Commission spéciale sur la Réforme de l'Assemblée, président (2005-à son décès), Bureau, vice-président (2004-2006), trésorier (2007-à son décès).
À partir de 1995, le sénateur Nolin est membre du Cercle des Honoraires du Régiment de Maisonneuve. Le 4 septembre 2012, l'honorable Peter MacKay, ministre de la Défense nationale, le nomme lieutenant-colonel Honoraire du Régiment de Maisonneuve. Il est membre honoraire des Cercles des Jeunes Naturalistes.
De 2014 à 2015, il est président du Sénat du Canada. Il meurt en fonction, le  23 avril 2015, à Montréal.